# Хусбю (Ляэне-Нигула)
Ху́сбю (эст. Hosby), ранее Хо́сбю, О́сби (эст. Hosbi), О́осби (эст. Hoosbi), Хо́лби (эст. Holbi) — деревня в волости Ляэне-Нигула уезда Ляэнемаа, Эстония.  
До административной реформы местных самоуправлений Эстонии 2017 года входила в состав волости Ноароотси (упразднена).

## География и описание
Расположена на западе Эстонии, на полуострове Ноароотси, в 10 километрах к северу от уездного центра — города Хаапсалу. Расстояние до волостного центра — посёлка Таэбла — 16,5 километров. Высота над уровнем моря — 5 метров.
Климат умеренный. Официальный язык — эстонский. Почтовый индекс — 91215.

## Население
По данным переписи населения 2021 года, в Хусбю проживали 23 человека, все — эстонцы.
По состоянию на 1 января 2020 года в деревне проживали 26 человек: 14 женщин и 12 мужчин; детей в возрасте до 14 лет включительно — 5, 17 человек трудоспособного возраста (15–64 года) и 4 человека пенсионного возраста (65 лет и старше).
По данным переписи населения 2011 года, в деревне проживали 15 человек, все — эстонцы.
Численность населения деревни Хусбю:
| Год  | 1959 | 1970 | 2000 | 2011 | 2017 | 2018 | 2019 | 2020 | 2021 |
| ---- | ---- | ---- | ---- | ---- | ---- | ---- | ---- | ---- | ---- |
| Чел. | 24   | ↗ 27 | ↘ 26 | ↘ 15 | ↗ 21 | ↗ 23 | ↗ 25 | ↗ 26 | ↘ 23 |

## История
В письменных источниках примерно 1540 года упоминается Hoszbwͤ, 1565 года — Hoeszby, Hoyszby, 1615 года — Hössby.
В источнике 1596 года говорится, что половина пахотных земель в деревне принадлежала церкви святой Екатерины (пасторату Ноароотси) в соседней деревне Кудани (в настоящее время церковь находится в границах деревни Хосбю).
На военно-топографических картах Российской империи (1846–1880 годы), в состав которой входила Эстляндская губерния, деревня обозначена как Хосбю.
Одноимённая, более молодая деревня в том же уезде, официально созданная в начале 1920-х годов, есть на острове Вормси.
Согласно историческому административному делению, деревня относилась к приходу Ноароотси, издревле заселенном балтийскими шведами, основная часть которых прибыла из Финляндии (в 1934 году удельный вес шведов в общей численности населения прихода составлял 67 %). В годы Северной войны в Ноароотси разразилась эпидемия чумы, в результате которой число жителей прихода уменьшилось на 2/3; некоторые деревни полностью вымерли. Опустевшие деревни стали заселяться материковыми эстонцами, и с этого времени началась эстонизация региона. Однако, шведские школы работали здесь ещё до 1943 года. В 1943—1944 годах большая часть местных шведов эмигрировала в Швецию. Изучение шведского языка в Ноароотси возобновилось в 1989 году, во времена Поющей революции. Тогда же в волости стала возрождаться шведская культура, а у потомков живших здесь шведов появилась возможность вернуться в родные места.
В 1977–1997 годах Хусбю была частью деревни Пюркси.

## Достопримечательности
Памятники культуры:
- Ноароотсиская церковь святой Екатерины. Первые сведения относятся к 1500 году, однако более старое сакральное здание было здесь гораздо раньше, вероятно, в XIII–XIV веке. Пострадавшую в Ливонскую войну церковь восстановили в XVII веке в стиле неоготики, к этому же времени относится и её башня;
- памятник Освободительной войне. Открыт в 1935 году, взорван в 1948 году, восстановлен в 1990 году;
- старое кладбище Хусбю. Точное время создания неизвестно. На кладбище много каменных крестов, самый старый «солнечный крест» датируется 1827 годом. В середине кладбища стоит большой каменный крест, с одной стороны которого нанесена цитата на эстонском языке из Библии и цифра ‘1854’, с другой — цитата на шведском языке. Захоронения не производятся с 1976 года.

## Происхождение топонима
Конечная часть топонима by на шведском языке означает «деревня». Начальная часть названия этой деревни привела исследователей XIX века в замешательство. Позднейшие исследователи, в частности языковед Эдвин Лагман (Edvin Lagman), видят в ней заимствование из немецкого языка: hov — «мыза», так же, как и в случае деревни на острове Вормси; только в данном случае имеется в виду не рыцарская, а церковная мыза.

## Галерея
- Церковь святой Екатерины
- Главное здание пастората Ноароотси
(памятник культуры)
- Памятник Освободительной войне
- Старое кладбище Хусбю